# Trimble (Tennessee)
Trimble és una població dels Estats Units a l'estat de Tennessee. Segons el cens del 2000 tenia 728 habitants.

## Demografia
Segons el cens del 2000, Trimble tenia 728 habitants, 307 habitatges, i 209 famílies. La densitat de població era de 439,2 habitants/km².
Dels 307 habitatges en un 28,7% hi vivien nens de menys de 18 anys, en un 54,1% hi vivien parelles casades, en un 8,8% dones solteres, i en un 31,9% no eren unitats familiars. En el 28% dels habitatges hi vivien persones soles el 14,7% de les quals corresponia a persones de 65 anys o més que vivien soles. El nombre mitjà de persones vivint en cada habitatge era de 2,37 i el nombre mitjà de persones que vivien en cada família era de 2,89.
Per edats la població es repartia de la següent manera: un 22,9% tenia menys de 18 anys, un 9,5% entre 18 i 24, un 26,4% entre 25 i 44, un 25% de 45 a 60 i un 16,2% 65 anys o més.
L'edat mediana era de 40 anys. Per cada 100 dones de 18 o més anys hi havia 90,2 homes.
La renda mediana per habitatge era de 33.000 $ i la renda mediana per família de 38.750 $. Els homes tenien una renda mediana de 35.208 $ mentre que les dones 19.125 $. La renda per capita de la població era de 15.991 $. Entorn del 7,2% de les famílies i l'11,4% de la població estaven per davall del llindar de pobresa.

## Poblacions més properes
El següent diagrama mostra les poblacions més properes.